# 롄헝
롄헝(중국어 정체자: 連橫, 간체자: 连横, 병음: Lián Héng, 한자음: 연횡, 1878년 2월 17일~1936년 6월 28일)은 타이완의 역사학자, 정치인, 시인으로 자는 톈쭝(중국어 정체자: 天縱, 간체자: 天纵, 병음: Tiānzòng, 한자음: 천종), 호는 무타오(중국어: 慕陶, 병음: Mùtáo, 한자음: 모도)이다. 청나라 통치 하 타이완 출신으로 주요 저작으로는 1920년에 출간된 타이완의 역사를 중화주의의 관점으로 집필한 통사 서적인 《대만통사》가 있다.
그의 손자는 중화민국 부총통을 역임한 롄잔이다.

## 같이 보기
- 대만일치시기
- 대만의 역사
- 롄잔